# سرزمین واشینگتن
سرزمین واشینگتن سرزمینی بوده در ایالات متحده آمریکا که در ۲ مارس ۱۸۵۳ به وجود آمد و تا ۱۱ نوامبر ۱۸۸۹ بر قدرت بود، سپس به ایالت واشینگتن در اتحادیه ایالات متحده آمریکا تبدیل شد؛ و قسمتی از سرزمین شمالی اورگان پایین‌تر از رود کلمبیا، در مدار ۴۶ درجه شمالی بوده است. این سرزمین در بزرگترین حالت در سالهای ۱۸۶۳ به زمین‌های آیداهو و بخش‌هایی از مونتانا و وایومینگ نیز پیش رفت.